# Balkan Cup
De Balkan Cup is een voormalig voetbaltoernooi voor teams uit de Balkan. Het ging hierbij om de volgende landen: Albanië, Bulgarije, Griekenland, Joegoslavië, Roemenië en Turkije. Het toernooi is in totaal 28 keer gehouden tussen 1960 en 1994. De beker is het vaakst gewonnen door Beroe Stara Zagora (4 maal). Als men kijkt naar landen heeft Bulgarije (9) de beker het vaakst gewonnen, gevolgd door Griekenland (6), Roemenië (5), Joegoslavië (4), Turkije (3) en tot slot Albanië (1).

## Finales
| Seizoen | Winnaar                                                                  | Score                                                                    | Finalist                                                                 |                                                                          |
| ------- | ------------------------------------------------------------------------ | ------------------------------------------------------------------------ | ------------------------------------------------------------------------ | ------------------------------------------------------------------------ |
| 1993/94 | Samsunspor                                                               | 3 - 0, 2 - 0                                                             | PAS Giannina                                                             |                                                                          |
| 1992/93 | Edessaikos                                                               | 0 - 1, 3 - 1                                                             | Etar Veliko Tarnovo                                                      |                                                                          |
| 1991/92 | Sarıyer GK                                                               | 0 - 0 (nv), 1 - 0 (replay)                                               | Oțelul Galați                                                            |                                                                          |
| 1990/91 | FC Inter Sibiu                                                           | 0 - 0 (nv), 1 - 0 (replay)                                               | FK Budućnost Titograd                                                    |                                                                          |
| 1989/90 | Door de Roemeense Revolutie werd de Balkan Cup dit seizoen niet gespeeld | Door de Roemeense Revolutie werd de Balkan Cup dit seizoen niet gespeeld | Door de Roemeense Revolutie werd de Balkan Cup dit seizoen niet gespeeld | Door de Roemeense Revolutie werd de Balkan Cup dit seizoen niet gespeeld |
| 1988/89 | OFI Kreta                                                                | 3 - 1                                                                    | FK Radnički Niš                                                          |                                                                          |
| 1987/88 | PFC Slavia Sofia                                                         | 5 - 1, 1 - 0                                                             | FC Argeș Pitești                                                         |                                                                          |
| 1986    | PFC Slavia Sofia                                                         | 3 - 0, 2 - 3                                                             | Panionios NFC                                                            |                                                                          |
| 1984/85 | Iraklis FC                                                               | 4 - 1, 1 - 3                                                             | FC Argeș Pitești                                                         |                                                                          |
| 1983/84 | Beroe Stara Zagora                                                       | 6 punten - 4 punten (groepswedstrijden)                                  | FC Argeș Pitești                                                         |                                                                          |
| 1981/83 | Beroe Stara Zagora                                                       | 3 - 0, 3 - 1                                                             | SK Tirana                                                                |                                                                          |
| 1980/81 | Velež Mostar                                                             | 6 - 5, 6 - 2                                                             | Trakia Plovdiv                                                           |                                                                          |
| 1979/80 | Sportul Studențesc                                                       | 2 - 0, 1 - 1                                                             | HNK Rijeka                                                               |                                                                          |
| 1978    | HNK Rijeka                                                               | 0 - 1, 4 - 1                                                             | Jiul Petroșani                                                           |                                                                          |
| 1977/78 | Panathinaikos FC                                                         | 0 - 0, 2 - 1                                                             | PFC Slavia Sofia                                                         |                                                                          |
| 1976/77 | GNK Dinamo Zagreb                                                        | 3 - 1, 2 - 3                                                             | Sportul Studențesc                                                       |                                                                          |
| 1975    | FK Radnički Niš                                                          | 1 - 0, 2 - 1                                                             | Eskişehirspor                                                            |                                                                          |
| 1974    | Akademik Sofia                                                           | 2 - 1, 0 - 0                                                             | FK Vardar Skopje                                                         |                                                                          |
| 1973    | Lokomotiv Sofia                                                          | 1 - 1, 2 - 0                                                             | ASA Târgu Mureș                                                          |                                                                          |
| 1972    | Trakia Plovdiv                                                           | 5 - 0, 0 - 4                                                             | Velež Mostar                                                             |                                                                          |
| 1971    | Panionios NFC                                                            | 1 - 0, 2 - 1                                                             | KS Besa Kavajë                                                           |                                                                          |
| 1970    | Partizan Tirana                                                          | 1 - 1, 3 - 0 Beroe gaf de tweede wedstrijd op                            | Beroe Stara Zagora                                                       |                                                                          |
| 1969    | Beroe Stara Zagora                                                       | 1 - 0, 3 - 0 Dinamo gaf de tweede wedstrijd op                           | KS Dinamo Tirana                                                         |                                                                          |
| 1967/68 | Beroe Stara Zagora                                                       | 3 - 0, 3 - 4                                                             | Spartak Sofia                                                            |                                                                          |
| 1966/67 | Fenerbahçe SK                                                            | 1 - 2, 1 - 0, 3 - 1                                                      | AEK Athene                                                               |                                                                          |
| 1964/66 | Rapid Boekarest                                                          | 3 - 0, 3 - 3                                                             | FC Farul Constanța                                                       |                                                                          |
| 1963/64 | Rapid Boekarest                                                          | 1 - 1, 2 - 0                                                             | Spartak Plovdiv                                                          |                                                                          |
| 1961/62 | Olympiakos Piraeus                                                       | 1 - 0, 0 - 1, 1 - 0                                                      | PFC Levski Sofia                                                         |                                                                          |
| 1960/61 | Steagul Roșu Brașov                                                      | 13 punten - 8 punten (groepswedstrijden)                                 | PFC Levski Sofia                                                         |                                                                          |